# 말랄라 유사프자이
말랄라 유사프자이(우르두어: ملالہ یوسفزئی, 파슈토어: ملاله یوسفزۍ [məˈlaːlə jusəf ˈzəj], 1997년 7월 12일 ~ )는 파키스탄의 여성 교육 운동가이고, 2015년 기준으로 최연소인 노벨상 수상자이며, 유일하게 미성년자의 나이로 노벨상을 수상한 사람이다. 탈레반 조직이 여학생들을 학교에서 쫓아낸 파키스탄 북서부 카이베르파크툰크와 주 스와트 골짜기에서 교육권 및 여성 인권 등의 인권운동으로 알려져 있다. 그리고 유사프자이의 운동은 국제적 운동으로 발전하였다.
유사프자이 가족은 지역에서 여러 학교를 운영한다. 11–12세가 되었을 때 유사프자이는 익명으로 탈레반 점령지에서의 삶과 스와트 골짜기의 여학생들의 교육 지지에 대해 기고하는 블로그를 운영했다. 다음해 여름 제2차 스와트 전투로 파키스탄 정부군이 지역을 수복하자 언론인 애덤 B. 엘릭크가 그녀의 삶을 다룬 《뉴욕 타임스》 다큐멘터리를 제작했다. 유사프자이는 유명해졌고 여러 인쇄 및 영상 매체에 출연해 면담을 가졌다. 남아프리카공화국의 데스몬드 투투는 유사프자이를 국제아동평화상 후보로 추천하였다
2012년 10월 9일, 학교를 가기 위해 버스를 타고 가던 유사프자이에게 한 남자가 다가와 이름을 묻고 피스톨을 꺼내 그녀에게 세 발을 쏘았다. 유사프자이의 이마에 총알 한 발이 박혔고, 나머지 두 발은 얼굴과 어깨를 각각 관통했다. 유사프자이는 의식을 잃고 중태에 빠졌으나 상황이 호전되어 잉글랜드 버밍햄의 퀸 엘리자베스 병원으로 이송되어 재활 치료를 받았다. 극적으로 눈을 떴으나, 한쪽 눈을 깜빡일 수 없게 되었다. 10월 12일, 파키스탄의 이슬람 성직자 50명이 유사프자이를 죽이려고 한 자들을 규탄하는 파트와를 발표했다. 하지만 탈레반은 유사프자이와 그녀의 아버지 지아우딘에 대한 살해 시도를 계속했다. 일부 파키스탄인들은 총격 사건이 미국 중앙정보국의 공작이라고 생각했으며 많은 음모론이 뒤따랐다.
유사프자이에 대한 암살 미수로 인해 파키스탄 안팎에서 그녀에 대한 지지가 봇물처럼 텨져나왔다. 2013년 1월 《독일의 소리》는 유사프자이가 “세계에서 가장 유명한 10대”가 될 것이라고 말했다. 유엔 세계 교육 특사 고든 브라운이 유사프자이의 명의로 2015년 말까지 전세계의 모든 아동들이 학교에 다닐 수 있게 하자는 UN 탄원서를 제출했다. 이 탄원서로 인해 파키스탄 최초의 교육권 법안이 비준되었다. 2013년 4월 29일자 《타임》지는 유사프자이를 표지 인물로 선정하고 ‘세계에서 가장 영향력 있는 100인’에 포함시켰다. 유사프자이는 파키스탄 최초의 청소년 평화상을 수상했다.
2013년 7월 12일, 유사프자이는 유엔 본부에서 교육 접근성에 대한 연설을 했으며, 2013년 9월에는 버밍햄 도서관을 개장했다. 2013년에는 사하로프상을 수상했고, 2013년 10월 16일에는 캐나다 정부와 캐나다 의회가 유사프자이에게 캐나다 명예 시민권을 수여했다. 2014년 2월에는 스웨덴에서 세계아동상 후보로 선정되었다.
2014년 5월 15일에는 캐나다 핼리팩스의 킹스 칼리지 대학교에서 그녀에게 명예박사 학위를 수여했다.
2014년 10월 10일, 유사프자이는 아동 억압에 대한 저항 및 교육권 쟁취를 위한 투쟁에 대한 기여를 높이 사 2014년 노벨 평화상을 공동수상했다. 당시 나이 17세(한국 나이 18세)로 유사프자이는 현재 역사상 최연소 노벨상 수상자이다. 공동수상자는 인도의 아동인권 운동가 카일라시 사티아르티였다. 유사프자이는 1979년 노벨 물리학상을 수상했던 압두스 살람에 이어 두 번째 파키스탄인 노벨상 수상자가 되었다. 한편 여권 및 아동권을 위해 투쟁했음에도 불구, 유사프자이 본인은 포브스와의 면담에서 스스로를 여성주의자로 생각하느냐는 질문을 받았을 때 거기에 대해 긍정하지 않았다. 2015년 엠마 왓슨을 만나 자신은 여성주의자라고 말한 바 있다. 처음에 유사프자이는 여성주의에 대한 부정적 반응과 긍정적 반응을 모두 들었기 때문에 본인이 여성주의자인지 아닌지 망설였고, 여성주의자라는 단어가 교묘하다고 생각했지만, UN에서의 엠마 왓슨의 연설을 듣고 페미니스트라고 칭하는 것은 아무 문제가 없음을 알았다고 말했다. 여성주는 평등을 뜻하는 또 다른 단어이기 때문에, 본인은 여성주의자이고, 우리 모두가 여성주의자가 되어야 한다고 말했다.
앙겔라 메르켈은 말랄라 유사프자이를 “파키스탄의 정체성”이라 칭한 바 있다.
2021년 11월 10일 영국 버밍엄에서 아세르 말리크와 결혼했다.

## 같이 보기
- 파키스탄계 영국인

1. ↑  “‏امنسټي انټرنېشنل پر ملاله یوسفزۍ برید وغانده” (파슈토어). BBC Pashto. 2012년 10월 18일. 2013년 10월 11일에 확인함.
2. ↑  “‏امنسټي انټرنېشنل پر ملاله یوسفزۍ برید وغانده” (파슈토어). BBC Pashto. 2012년 10월 18일. 2013년 10월 11일에 확인함.
3. 1 2  Adam B. Ellick (2009). “Class Dismissed” (documentary). The New York Times. 2018년 12월 26일에 원본 문서에서 보존된 문서. 2012년 10월 11일에 확인함.
4. ↑  “Malala Yousafzai Becomes Youngest-Ever Nobel Prize Winner”. 2014년 10월 10일. 2014년 10월 11일에 확인함.
5. ↑  Schifrin, Nick (2013년 10월 7일). “The 72 Hours That Saved Malala: Doctors Reveal for the First Time How Close She Came to Death”. 《Good Morning America》. Yahoo News. 2014년 10월 23일에 원본 문서에서 보존된 문서. 2014년 10월 10일에 확인함.
6. ↑  “The antagonism towards Malala in Pakistan”. BBC. 2014년 10월 10일. 2014년 10월 12일에 확인함.
7. ↑  Kyle McKinnon (2013년 1월 18일). “Will Malala's Influence Stretch to Europe?”. 《Deutsche Welle》. 2013년 7월 24일에 확인함.
8. ↑  “Quiet Progress for Education in Pakistan”. Brookings Institution. 2013년 4월 8일. 2013년 10월 13일에 확인함.
9. ↑  “Teen school advocate opens English library”. 《Star Tribune》. 2013년 9월 4일.
10. ↑  Canadian Press (2013년 10월 15일). “Malala Yousafzai Receiving Honorary Canadian Citizenship Wednesday”. 《Huffington Post Canada》. 2013년 10월 16일에 원본 문서에서 보존된 문서. 2013년 10월 17일에 확인함.
11. ↑  “Malala nominated for ‘Children’s Nobel Prize’”. 《The Hindu》. ANI. 2014년 2월 7일. 2014년 10월 11일에 확인함.
12. ↑  “Malala Yousafzai Canada Scholarship announced”. University of King’s College. 2016년 4월 1일에 원본 문서에서 보존된 문서. 2014년 7월 23일에 확인함.
13. ↑  “Nobel Laureates by Age”. 《nobelprize.org》. Nobel Media AB 2014. 2014년 10월 20일. 2014년 10월 20일에 확인함.
14. ↑  “Malala Yousafzai becomes youngest-ever Nobel Prize winner”. 《The Express Tribune》. 2014년 10월 10일. 2014년 10월 10일에 확인함.
15. ↑  “The Nobel Peace Prize for 2014” (보도 자료). Oslo: Nobel Media AB. 2014년 10월 10일. 2014년 10월 10일에 확인함.
16. ↑  Cowell, Alan; Walshoct, Declan (2014년 10월 10일). “Nobel Peace Prize for Malala Yousafzai and Kailash Satyarthi”. 《New York Times》. 2014년 10월 10일에 확인함.
17. ↑  “The Feminist Life: Malala Won’t Use the F-Word”. 2015년 2월 12일에 원본 문서에서 보존된 문서. 2015년 1월 22일에 확인함.
18. ↑  “Malala On Peace, Drones and Islam - Forbes”.
19. ↑  German Chancellor Merkel calls Malala Yousafzai 'identity of Pakistan'